# Peter Ziegler (Journalist)
Peter Ziegler (* 11. Oktober 1945 in St. Gallen) ist ein Schweizer Journalist, Politik- und Medienwissenschaftler.

## Leben
Peter Ziegler studierte Politologie an der University of Exeter in England (BA Honours 1973), Journalistik an der Columbia University in New York (MSc 1974) und Internationale Beziehungen an der Universität Genf (Dr. ès sc. pol. 1983). Er arbeitete in Genf als Presse-Attaché beim Internationalen Komitee vom Roten Kreuz (IKRK), hatte später Lehraufträge an der University of Utah in USA (visiting professor 1985) und an der Universität Bern (1988).
Seine journalistische Laufbahn begann er 1967 als Newswriter/Reporter bei der Tagesschau des Schweizer Fernsehens, von 1978 bis 1988 leitete er die Auslandredaktion der Basler Zeitung, von 1989 bis 1995 war er Chefredaktor der Tageszeitung Der Bund.
1996 wurde er Direktor und Mitglied der Unternehmensleitung der damaligen Berner Tagblatt Mediengruppe (heute Teil von Tamedia). Von 2001 bis 2002 war er Executive Director der Swiss Foundation for World Affairs mit Sitz an der Johns Hopkins University's School of Advanced International Studies in Washington, D.C.

## Werke
- Diplomatie, Diskretion und Information. Verlag Sauerländer, Aarau 1983.
- Einspruch. 12 Vierzigjährige zur politischen Situation in der Schweiz. Hrsg. zusammen mit Roger Blum. Pendo Verlag, Zürich 1985.
- Hoffnungswahl. 12 Stimmen zum eidgenössischen Wahlherbst 1987. Hrsg. zusammen mit Roger Blum. Pendo Verlag, Zürich, 1987.
- The World of Tomorrow. 35 Essays on the New International Order. (Hrsg. zusammen mit Theodor H. Winkler. Verlag Haupt, Bern 1994.
- Diplomatische Negoziation. Hrsg. zusammen mit Mario A. Corti). Verlag Haupt, Bern 1997.
- Medien, Verleger und Unternehmertum. Hrsg. zusammen mit Georges Bindschedler. Verlag Haupt, Bern 2000.